# Eleição primária do Partido Republicano na Califórnia em 2012
A eleição primária do Partido Republicano da Califórnia em 2012 foi realizada em 5 de junho de 2012. A Califórnia terá 172 delegados na Convenção Nacional Republicana.

## Resultados
| Eleição primária do Partido Republicano na Califórnia em 2012 | Eleição primária do Partido Republicano na Califórnia em 2012 | Eleição primária do Partido Republicano na Califórnia em 2012 | Eleição primária do Partido Republicano na Califórnia em 2012 |
| Candidato                                                     | Votos                                                         | Percentagem                                                   | Estimativa de delegados nacionais                             |
| Candidate                                                     | Votes                                                         | Percentage                                                    | Delegates                                                     |
| ------------------------------------------------------------- | ------------------------------------------------------------- | ------------------------------------------------------------- | ------------------------------------------------------------- |
| Mitt Romney                                                   | 1.500.177                                                     | 79,5%                                                         | 171                                                           |
| Ron Paul                                                      | 194.632                                                       | 10,3%                                                         | 0                                                             |
| Rick Santorum                                                 | 100.103                                                       | 5,3%                                                          | 0                                                             |
| Newt Gingrich                                                 | 70.544                                                        | 3,7%                                                          | 0                                                             |
| Buddy Roemer                                                  | 12.270                                                        | 0,7%                                                          | 0                                                             |
| Fred Karger                                                   | 8.243                                                         | 0,4%                                                          | 0                                                             |
| Unpledged delegates:                                          | Unpledged delegates:                                          | Unpledged delegates:                                          | 1                                                             |
| Total:                                                        | 1.885.969                                                     | 100%                                                          | 172                                                           |

| Obs: | Desistiu da disputa |